# Милянико
Миля̀нико (на италиански: Miglianico, на местен диалект Mianiche, Миянике) е малко градче и община в Южна Италия, провинция Киети, регион Абруцо. Разположен е на 125 m надморска височина. Населението на общината е 4872 души (към 2010 г.).